# Bautersembeek
De Bautersemsebeek wordt gevormd door verschillende kleine beekjes die ontspringen in het bronnengebied Bautersem en in het Broekbos in de gemeente Kontich.
Ze verlaten de gemeente ter hoogte van Alfacam aan spoorlijn 25 richting Lint. De beek verlaat deze gemeente ter hoogte van de wijk Beekhoek richting Boechout. Ter hoogte van het bos van Moretus voegen zich enkele niet-benaamde beekjes bij de Bautersemsebeek en verandert haar naam in Lauwerijkbeek. Deze vervolgt haar weg langs de boshoek om aldaar de gemeentegrens te vormen tussen Lint en Boechout. Ter hoogte van het driegemeentenpunt Lint-Boechout-Lier voegt ze zich samen met de Zevenbergse Loop en stroomt ze in de Lachenenbeek.
De waterloop vervolgt haar weg richting Hof Van Lachenen om zich daar bij de Babelsebeek te voegen en in de Nete uit te wateren.